# Pristomyrmex reticulatus
Pristomyrmex reticulatus es una especie de hormiga del género Pristomyrmex, tribu Crematogastrini, familia Formicidae. Fue descrita científicamente por Donisthorpe en 1949.
Se distribuye por Oceanía: Papúa Nueva Guinea.